# Elizabeth Pérez
Elizabeth Pérez (Cuba 16 de junio de 1979) es una periodista cubana, ganadora del premio Emmy como periodista de televisión y presentadora de deportes en CNN en Español.

## Primeros años
Pérez nació en Sagua la Grande, provincia de Villa Clara (antes Las Villas), Cuba. Pero a temprana edad, se mudó a Maracay, Venezuela con sus padres. En 2000, se trasladó a los Estados Unidos.

## Educación
Pérez ingresó a la Universidad Bicentenaria de Aragua y se graduó como Ingeniera de Sistemas. En 2000 estudió inglés en la Universidad de Boston en Massachusetts. En el año 2002 fue galardonada con una beca otorgada por el Periódico de Puerto Rico "El Nuevo Día" y se matriculó en Universidad Internacional de Florida. Mientras cursaba la universidad en Florida, Pérez realizó pasantías con el periódico El Nuevo Herald donde escribió y publicó varios artículos sobre diferentes temas. Pérez también trabajó en Telemundo donde produjo y presentó un segmento de entretenimiento para la cadena Telemundo Internacional. Antes de graduarse de la Universidad Internacional de Florida, Pérez trabajó como presentadora de entretenimiento para varios programas de la estación. Ella tiene un grado de Maestría en Comunicaciones otorgado por la Universidad Internacional de Florida.

## Televisión
Pérez actualmente es presentadora de deportes en CNN en Español en los segmentos deportivos de Café CNN, Actualidad en Vivo, Nuestro Mundo y Directo USA, además de sustituir a Diego Bustos en Deportes CNN.
Pérez se unió a CNN después de trabajar como presentadora de televisión para los segmentos deportivos de Noticias de Telemundo, con sede en Miami, donde también fue convocada como periodista invitada en el programa de deporte extremo, Ritmo Deportivo.
Ella comenzó su carrera en televisión como reportera de entretenimiento para el fin de semana de Telemundo Internacional Newcast transmitido en Latinoamérica y partes de Europa.
En 2004, Pérez se convirtió en la coanfitriona y presentadora de entretenimiento para "Quiéreme Descalzi", una revista de noticias de América TeVe.
En 2006 Pérez condujo en Galavisión el especial "Rumbo a Premios Juventud".
Pérez ha acogido a otros programas de Telemundo, incluyendo Vallas Reventon 2009 y Calle 8. En 2008 y 2009 reportó en vivo desde la alfombra roja de los Premios Billboard a la Música Latina de Telemundo Noticiero 51.
Pérez ha cubierto importantes acontecimientos deportivos como NASCAR en Indianápolis, Indy300 en el Homestead Speedway, la carrera Red Bull SoapBox en San Luis, la feria aeronaval de Fort Lauderdale y del Super Bowl de la NFL, entre otros. También ha entrevistado figuras relevantes en el mundo del deporte, la música y las artes, tales como Óscar de la Renta, Udonis Haslem, Shaquille O'Neal, Carl Lewis, Dwayne "The Rock" Johnson, Emerson Fittipaldi, Miguel Cabrera, Ramón A. Domínguez, Shakira, David Bisbal, Daddy Yankee, Chayanne, Juanes, América Ferrera y Enrique Iglesias, entre otros.
En 2011, Cynthia Hudson, vicepresidenta sénior y gerente general de CNN en Español dio la bienvenida a Pérez diciendo: "Nuestros espectadores son fanáticos de los deportes asiduos, y estamos muy contentos de traer, a lo largo del día, todo lo que quieren saber acerca de este fascinante mundo con la contratación de un periodista tan dinámica como Elizabeth"

### Espectáculos especiales
En 2011 Pérez resentó demostraciones especiales de CNN en Español relacionados con deportes: 'Herencia Híspana, Playoffs y Tras el Oro.

### Copa Chats
Durante el verano de 2011, Pérez cubrió la Copa Libertadores y la Copa América para CNN en Español y CNN International. Pérez informó en directo desde Atlanta a un segmento semanal llamado Copa Mundial de Derecho del Deporte, el espectáculo de CNNI que transmite desde Londres y es conducido por Don Riddell.

### XVI Juegos Panamericanos
En 2011, Pérez se desempeñó como corresponsal cubriendo los XVI Juegos Panamericanos en Guadalajara, México.

## Premios
En 2008, Pérez recibió el máximo galardón otorgado por la Academia Nacional de las Artes y las Ciencias de Televisión (NATAS) en los Estados Unidos, el Premio Emmy al mejor talento de noticieros en vivo, por su trabajo en Noticias de Telemundo. En 2009 fue nominada en la misma categoría.

## Actividad solidaria
Ella ha sido una voluntaria activa en Big Brothers Big Sisters of America desde el año 2007.